# Wilhelm Zwick
Friedrich Wilhelm Zwick (* 15. März 1871 in Jebenhausen, Württemberg; † 29. Mai 1941 in München) war ein deutscher Veterinärmediziner und Virologe.

## Leben
Er wurde als drittes Kind des Kaminfegers Karl Georg Zwick und Anna Maria geb. Schwarz (aus der heutigen Boller Straße 50) geboren. Nach dem Studium der Veterinärmedizin an der damaligen Tierärztlichen Hochschule in Stuttgart folgte ein Studium der Naturwissenschaften in Tübingen und 1897 die Promotion zum Dr. sc. nat.
Danach wurde Zwick Prosektor am Anatomischen Institut und im Jahr 1900 planmäßiger a.o. Professor für Seuchenlehre, Veterinärpolizei, Fleischbeschau und Milchhygiene sowie zugleich Leiter der Ambulatorischen und Geburtshilflichen Klinik der Tierärztlichen Hochschule (TiHo) Stuttgart. 1913 folgte eine Anstellung als o. Professor und Direktor der Medizinischen Klinik der TiHo Wien, verbunden mit dem Lehrauftrag für Seuchenlehre. Im Ersten Weltkrieg blieb er in Österreich, war Oberst-Veterinär und Delegierter des Österreichischen Kriegsministeriums.
1919 erhielt Zwick einen Ruf als Veterinärinternist an die  Hessische Ludwigs-Universität Gießen. Er wurde Nachfolger von  Hermann Friedrich Gmeiner (ehem. Professor für Medizinische und Gerichtliche Veterinärmedizin) und vertrat ab 1923 neben Pathologie und Therapie auch die Fächer Veterinärhygiene und Tierseuchenlehre, ab 1924 noch Bakteriologie und Veterinärpolizei. 1926 wurde er als ordentlicher Professor auf den neugeschaffenen Lehrstuhl für Veterinärhygiene und Tierseuchenlehre berufen und war so Gründer und bis 1936 Direktor des dazugehörenden Instituts. 1936 wurde er Mitglied der Leopoldina.
1895 brach in der Gegend von Borna (südlich von Leipzig) bei Pferden die sonderbare Borna-Krankheit aus. 1924 gelang Zwick die Übertragung der Erkrankung auf ein Kaninchen, indem er neuronales Gewebe eines erkrankten Pferdes intrakraniell injizierte, was den Verdacht auf eine infektiöse Genese bekräftigt. In Filtrationsexperimenten ergab sich dann eine Größe des infektiösen Agens von 85 bis 125 nm, was erste Hinweise auf einen viralen Erreger (später entdeckt als Borna Disease Virus 1 (BoDV-1)) lieferte.
Zwick erhielt zwei Ehrenpromotionen (Dr. med. vet. h. c.), darunter die von der Universität Leipzig im Jahr 1930. Er war Mitglied der Burschenschaften Alemannia München (1900) und Marcomannia Berlin sowie Ehrenmitglied der Studentenverbindung Lichtenstein Tübingen.